# کهریزگیژیان
کهریزگیژیان، روستایی از توابع بخش مرکزی شهرستان رومشکان در استان لرستان ایران است.

## جمعیت
این روستا در دهستان بازوند قرار دارد و براساس سرشماری مرکز آمار ایران در سال ۱۳۹۵، جمعیت آن ۱۵۷۶ نفر (۴۸۹خانوار) بوده‌است.
براساس آخرین سرشماری در ماه آخر سال۱۴۰۳ جمعیت آن ۳۷۷۸ (۱۶۱۲خانوار) بوده است.